# M2 (Metro de Copenhaga)
A linha M2 é uma de duas linhas do Metro de Copenhaga, a cor amarelo no mapa. Circula entre as estações de Vanløse e Lergravsparken através do centro de Copenhaga. Como não existe S-Train em Amager, a existência da linha M2 possibilita a ligação da zona este com a restante área metropolitana de Copenhaga. A extensão da linha desde Lergravsparken até ao Aeroporto de Copenhaga está em construção, e estará pronto no final de 2007.

## História
A linha foi inaugurada a 19 de Outubro de 2002 com o troço Nørreport - Lergravsparken. A 29 de Maio de 2003 foi alongada até Frederiksberg, e a 12 de Outubro do mesmo ano chegou até Vanløse, constituindo desta forma o traçado actual.

Mapa geográfico da linha M2.